# ФК Раднички Ниш
ФК Раднички је српски фудбалски клуб из Ниша. Тренутно се такмичи у Суперлиги Србије, пошто се у сезони 2011/12. као првак Прве лиге Србије пласирао у виши ранг.
Навијачи клуба, познати су као Мераклије, а постоје од септембра 1989. године.
Раднички Ниш основан је 1923. године што значи да је 2023. године прославио 100 година постојања што га чини једним од најстаријих професионалних клубова у Србији.
Председник клуба је Ивица Тончев а спортски директор Братислав Ристић.

## Историја

### Настанак
Први Спортски клуб у Нишу је био „Синђелић", а након њега настао је читав низ екипа, међу којима: „Нишевац“, „Обилић“, „Југ Богдан“, „Пролетер“, (екипа нишке организације КПЈ која није била регистрована) „Полет“, „ТАШК“, (војни тим тешке артиљерије са тереном и седиштем у нишкој Тврђави) као и друге мање екипе.
Прво радничко спортско друштво формирано је на иницијативу Милоша Марковића, тада члана КПЈ. Клуб се још 1921. године почео називати „Пролетер“ и то је претеча касније насталог „Радничког“. У то време Ниш није имао свој подсавез, већ су нишки тимови припадали Београдском лоптачком подсавезу. Кад су правила била готова и скупштина одржана клуб је требало да буде основан. Група чланова „Пролетер“ отпутовала је у Београд да заврши овај посао. У групи се налазио и један од познатих играча „Радничког“ Миле Стаменковић.
Власт је оптужила нишку екипу „Пролетер“ да је „прокомунистичка“ и да као таква не може да развија своју спортску активност. Те оптужбе стигле су и у Београдски лоптачки подсавез па се група из екипе нишког „Пролетера“ вратила необављеног посла са следећим образложењем: Београдски подсавез не жели и неће да верификује тим „Пролетер“ под овим именом, позивајући се на Закон о заштити државе и друга акта којима је овај назив био забрањен.
Милош Марковић није посустао. По сећању савременика он је био доста гневан на овај поступак подсавеза, али се брзо дао на посао да је сва правила клуба изменио на тај начин што је назив „Пролетер“ свуда заменио са „Раднички“. Тако је формирана фудбалска екипа која са малим прекидима развија своју богату спортску традицију скоро пола века, са мањим или већим прекидима.
Како је клуб основан 24. априла 1923. године, ова се година узима као година настанка спорт клуба Радничког из Ниша.

### Раднички
Екипа Радничког у свом почетку тренирала је у малом дворишту Радничког дома, а нешто касније на старом вашаришту, односно на простору где се данас налази стовариште предузећа „Огрев“ у близини Машинске индустрије Ниш. У почетку екипа није имала тренера већ је капитен тима био задужен и за тренирање својих играча. За време тренинга обавезно је присуствовао и један члан управе клуба.
У почетку Раднички није имао довољно искуства и технике у игри, па су га раније формирани клубови, као Синђелић или Победа, побеђивали и са више голова разлике. Све је то било кратког века: убрзо је Раднички постао равноправан противник свим клубовима и почео да бележи победе. „У недељу је Раднички сигурно и заслужено потукао свог противника. Победа је у првом делу игре играла очајно слабо и да је противник био присебнији и одлучнији пред голом резултат би био катастрофалнији … Победа је морала да капитулира пред одлучном одбраном Радничког... спортски лист 16. октобра 1927. године.
Тим Радничког наступао је у зеленим дресовима а на левој страни, у белом пољу, налазила се црвена звезда петокрака као симбол припадности радничком покрету.
Посредник клуба је у почетку био Милош Марковић а по његовом одласку Драгиша Никетић, оба истакнута радничка борца. Између осталих, чланова управе били су и Младен Ђорђевић Маџа и Раша Анђелковић, економ. У екипи Радничког играли су као активни играчи познати револуционари Јосип Колумбо и Станко Пауновић Вељко.
У првенству моравске жупе, а после јесење сезоне за 1927/28. годину. Раднички је освојио прво место. Било је то почасно звање и спортска слава играча Радничког који су ово место заузели после победе над многим тимовима из Ниша, Лесковца и Прокупља. Тим поводом писао је један лист: „Као што се из табеле види јесењи првак Моравске жупе је спорт клуб Раднички из Ниша. Овај млади и напредни клуб заслужно је заузео прво место. Из табеле се види да је изгубио само једну утакмицу и то незаслужено. Остале је решио у своју корист, осим што је са СК Синђелићем играо нерешено.
У данима завођења шестојануарске диктатуре и налета буржоазије на све манифестације радничког покрета Раднички је преименован фебруара 1929. године у СК Грађански. Под тим именом остварио је највеће успехе пре Другог светског рата. Већ 1933. тада већ зелени (Грађански је променио боје из црвене у зелене 1932. године) су се пласирали у финални део квалификација за улазак у Државно првенство (највиши ранг) међутим поражени су од Спарте из Земуна. У сезони 1935/1936. Грађански остварује највећи успех и пласман у завршницу Првенства Краљевине Југославије које се играло по двоструком куп систему. У првом колу Грађански је поражен од имењака из Скопља. У првој утакмици је победио 2:1, док је у реваншу у Скопљу поражен са 4:0. И у наредним годинама Грађански спада у најбоље тимове Ниша и Моравске бановине. Клуб се такмичи и за време Другог светског рата у конкуренцији са другим Нишким клубовима: Победом, Синђелићем, Хајдуком, Железничаром, Царом Константином итд. Завршетком рата крајем 1944. године активност Грађанског и свих предратних клубова замире.

### Након Другог светског рата
Почетком 1945. године секретар Грађанску сву архиву и клупске ствари предаје групи људи који обнављају поново Раднички и то под именом Раднички 23-45. Наиме због учешћа у такмичењима за време рата, и због уплива струје која је била наклоњенија власти у Краљевини Југославији Грађански није могао опстати. Одлучено је да се клуб према новим начелима реорганизује у ФД Раднички. Прве године су биле теже, чак је дошло и до краткотрајне фузије са друга два друштва из Ниша: Железничаром и Јединством у 14. октобар крајем 1946. године. Међутим већ маја 1947. Раднички се поново обнавља. Након тога Раднички је у сталном успону. Сезону 1961/62. завршио је на другом месту Друге савезне лиге Запад, чим је обезбедио квалификације за улазак у Прву савезну лигу. У баражу се састао са претпоследњим тимом из Прве лиге, скопским Вардаром, први меч у Нишу је завршен нерешено 1:1, а у реваншу након регуларног дела и продужетака није било голова, па је Раднички бољим извођењем пенала (5:4) по први пут у клупској историји изборио пласман у Прву савезну лигу. Већ у првој сезони у Првој лиги, Раднички је заузео одлично шесто место, а након тога је постао стандардан прволигаш. Раднички је првих 11 сезона у прволигашком друштву завршавао већином у средини табеле, а први проблеми око опстанка у Првој лиги су дошли у сезони 1973/74., када је Раднички завршио само два места изнад зоне испадања.
Клуб 1975. године постаје победник Балканског купа, победивши у финалном двомечу турски Ескишехирспор са 1:0 и 2:1, чиме је освојио свој први трофеј од међународног значаја. Раднички је 70-их у лиги наставио да игра променљиво, тако да је у сезонама 1975/76. и 1977/78. био на ивици испадања у нижи ранг.
Јуна 1980. као трећепласирана екипа у сезони 1979/80. националног првенства стиче право учешћа у УЕФА купу, у коме ће веома успешно наступати још две сезоне одигравши широм Европе 13 утакмице са реномираним клубовима попут Хамбургера, Наполија, Данди јунајтеда, Грасхоперса, Фајенорда, Аз Алкмара и других. У првом учешћу клуб је стигао до осмине финала, а 1982. године, у другој сезони учешћа у европским такмичењима, је остварио свој највећи успех стигавши до полуфинала УЕФА купа. У полуфиналном двомечу бољи је био немачки Хамбургер, након победе од 2:1 у Нишу, Раднички је убедљиво са 5:1 поражен на гостујућем терену. Раднички у сезони 1982/83. заузима четврто место и тако по трећи пут обезбеђује учешће у УЕФА купу за наступајућу сезону 1983/84., када као и првог пута, стиже до осмине финала.
Крај овог најуспешнијег периода у клупској историји долази у сезони 1984/85, када клуб као последњепласирани испада у нижи ранг, мада за кратко, пошто се већ након једне сезоне враћа у Прву лигу. Раднички се задржао у Првој лиги Југославије тих шест сезона, све до распада СФРЈ. У међувремену је 1989. играо финале Балканског купа, где је поражен од ОФИ Крит са 3:1.
У периоду после Другог светског рата истакли су се фудбалери близанци Петар и Павле Мичић, који су за овај клуб одиграли рекордних 654, односно 582 меча.

### Новија историја
Након расформирања Прве лиге СФРЈ, Раднички такмичење наставља у Првој лиги СРЈ од сезоне 1992/93. Већ у сезони 1995/96. испада из Прве А у Прву Б лигу СРЈ. Због проширења лиге, иако је сезону завршио као петопласирани у Првој Б лиги, Раднички се у елитни ранг враћа у сезони 1998/99. Ту се задржао само три сезоне и већ 2001. испао у нижи ранг, наредне сезоне осваја прво место у Другој лиги Исток и брзо се враћа у Прву лигу, где у првој сезони 2002/03. завршава на последњем месту и поново испада. Након тога клуб се следећих пет сезона такмичио у другом рангу такмичења, а у сезони 2008/09. је стигао и до Српске лиге Исток, где је постао првак и брзо се вратио у виши ранг.
У сезони 2009/10. Прве лиге Србије заузео је 15. место са 39 бода, добивши 9 од укупно 34 одиграних утакмица, тако да је испао из Прве лиге Србије у Српску лигу Исток за сезону 2010/11. Већ у првој сезони у Српској лиги Исток клуб осваја 1. место и након једне сезоне у нижем рангу враћа се у Прву лигу. Раднички је повратничку сезону 2011/12. у Првој лиги Србије завршио на првом месту, чиме се пласирао у Суперлигу Србије, и тако се Раднички вратио у елитни ранг по први пут након сезоне 2002/03. Након повратка у највиши ранг такмичења Раднички бележи солидне резултате. Последњих неколико година клуб је променио неколико председника међу којима је био и бивши градоначелник Ниша Дарко Булатовић. Током сезоне 2016/17 дошло је до промене на челу клуба. Уместо Радана Илића, 8. децембра 2016. на чело клуба је поново дошао Ивица Тончев, политичар и бизнисмен са југа Србије. Тончев је најавио финансијску консолидацију клуба и пласман међу три водећа клуба у земљи под његовим руководством.. У сезони 2017/18, Раднички је освојио треће место, а у сезони 2018/19. друго место, са 6 поена више од трећепласираног Партизана.
У својој дугој историји Раднички је дао неколико десетина репрезентативаца у свим републичким и савезним селекцијама. Печат Радничком је дао и велики број фудбалера који су одиграли преко 200 утакмица, проводећи и више од 10 година у клубу. Клуб 2022. поново обезбеђује пласман у Европу на челу са управом предвођеном Ивицом Тончевим. Освојено је четврто место а клуб пред собом има и велики изазов прилагођавања стадиона европским стандардима како би "Чаир" дочекао госте из Европе.

## Стадион
Стадион Чаир је изграђен и пуштен у рад 1963. године, а управљање овим објектом од 1969. је преузео ФК Раднички Ниш. Од 1995. због дотрајалости и опасности од урушавања била је забрањена употреба источне и северне трибине, а 2008. је и део јужне трибине изгубио употребну дозволу. Године 2006. је постављено 3.000 столица на западној трибини.
У марту 2011. године је почела реконструкција стадиона Чаир, када су прво срушене источна, јужна и северна трибина, а 5. августа 2011. је почела изградња три потпуно нове трибине, Влада Републике Србије и град Ниш су за ову реконструкцију одвојили скоро милијарду динара, кроз кредитни аранжман преко фонда за развој. Након реконструкције капацитет стадиона је 18.151 седећих места. Капацитет по трибинама је следећи: исток 6. 966 седећих места,запад 2. 148 седећих места,југ 4. 636 седећих места,север 4. 401 седећих места. Стадион је део Спортског комплекса Чаир.
Прву утакмицу на реновираном Чаиру, мада са још незавршеном источном трибином, Раднички је одиграо 15. септембра 2012. против Смедерева у Суперлиги Србије, а победио је са 1:0 голом Душана Коларевића.

## Успеси
| Такмичење                    | Такмичење                | Број                     | Година                   |                          |                          |
| Национална такмичења - 0     | Национална такмичења - 0 | Национална такмичења - 0 | Национална такмичења - 0 | Национална такмичења - 0 | Национална такмичења - 0 |
| Национално првенство - 0     | Национално првенство - 0 | Национално првенство - 0 | Национално првенство - 0 | Национално првенство - 0 | Национално првенство - 0 |
| ---------------------------- | ------------------------ | ------------------------ | ------------------------ | ------------------------ | ------------------------ |
| Првенство СФР Југославије    | Првак                    | 0                        | /                        |                          |                          |
| Првенство СФР Југославије    | Други                    | 0                        | /                        |                          |                          |
| Првенство СФР Југославије    | Трећи                    | 2                        | 1979/80, 1980/81.        |                          |                          |
| Првенство СР Југославије     | Првак                    | 0                        | /                        |                          |                          |
| Првенство СР Југославије     | Други                    | 0                        | /                        |                          |                          |
| Првенство СР Југославије     | Трећи                    | 0                        | /                        |                          |                          |
| Првенство Србије и Црне Горе | Првак                    | 0                        | /                        |                          |                          |
| Првенство Србије и Црне Горе | Други                    | 0                        | /                        |                          |                          |
| Првенство Србије и Црне Горе | Трећи                    | 0                        | /                        |                          |                          |
| Првенство Србије             | Првак                    | 0                        | /                        |                          |                          |
| Првенство Србије             | Други                    | 1                        | 2018/19.                 |                          |                          |
| Првенство Србије             | Трећи                    | 1                        | 2017/18.                 |                          |                          |
| Национални куп - 0           |                          |                          |                          |                          |                          |
| Куп СФР Југославије          | Победник                 | 0                        | /                        |                          |                          |
| Куп СФР Југославије          | Финалиста                | 0                        | /                        |                          |                          |
| Куп СР Југославије           | Победник                 | 0                        | /                        |                          |                          |
| Куп СР Југославије           | Финалиста                | 0                        | /                        |                          |                          |
| Куп Србије                   | Победник                 | 0                        | /                        |                          |                          |
| Куп Србије                   | Финалиста                | 0                        | /                        |                          |                          |
| Континентална такмичења - 1  |                          |                          |                          |                          |                          |
| Лига Европе (Куп УЕФА)       | Победник                 | 0                        | /                        |                          |                          |
| Лига Европе (Куп УЕФА)       | Финалиста                | 0                        | /                        |                          |                          |
| Лига Европе (Куп УЕФА)       | Полуфинале               | 1                        | 1981/82.                 |                          |                          |
| Лига Европе (Куп УЕФА)       | Четвртфинале             | 0                        | /                        |                          |                          |
| Лига Европе (Куп УЕФА)       | Осмина финала            | 2                        | 1980/81, 1983/84         |                          |                          |
| Балкански куп                | Победник                 | 1                        | 1974/75.                 |                          |                          |
| Балкански куп                | Финалиста                | 1                        | 1988/89.                 |                          |                          |

## Новији резултати
| Сезона   | Ранг | Лига              | Позиција | ИГ | Д  | Н  | П  | ГД | ГП | ГР  | Бод     | Куп                  |
| -------- | ---- | ----------------- | -------- | -- | -- | -- | -- | -- | -- | --- | ------- | -------------------- |
| 2006/07. | 2    | Прва лига Србије  | 11.      | 38 | 14 | 13 | 11 | 45 | 35 | +10 | 55      | Осмина финала        |
| 2007/08. | 2    | Прва лига Србије  | 14.      | 34 | 11 | 10 | 13 | 29 | 31 | -2  | 43      | Осмина финала        |
| 2008/09. | 3    | Српска лига Исток | 1.       | 28 | 21 | 6  | 1  | 59 | 16 | +46 | 69      | Шеснаестина финала   |
| 2009/10. | 2    | Прва лига Србије  | 15.      | 34 | 9  | 14 | 11 | 33 | 35 | -2  | 41      | Није се квалификовао |
| 2010/11. | 3    | Српска лига Исток | 1.       | 30 | 19 | 6  | 5  | 55 | 21 | +34 | 63      | Претколо             |
| 2011/12. | 2    | Прва лига Србије  | 1.       | 34 | 20 | 7  | 7  | 52 | 28 | +24 | 67      | Шеснаестина финала   |
| 2012/13. | 1    | Суперлига Србије  | 12.      | 30 | 9  | 7  | 14 | 30 | 44 | -14 | 34      | Шеснаестина финала   |
| 2013/14. | 1    | Суперлига Србије  | 6.       | 30 | 10 | 13 | 7  | 28 | 22 | +6  | 43      | Осмина финала        |
| 2014/15. | 1    | Суперлига Србије  | 9.       | 30 | 9  | 10 | 11 | 25 | 31 | -6  | 37      | Четвртфинале         |
| 2015/16. | 1    | Суперлига Србије  | 5.       | 37 | 16 | 9  | 12 | 40 | 35 | +5  | 35 (57) | Четвртфинале         |
| 2016/17. | 1    | Суперлига Србије  | 5.       | 37 | 15 | 9  | 13 | 47 | 46 | +1  | 32 (54) | Шеснаестина финала   |
| 2017/18. | 1    | Суперлига Србије  | 3.       | 37 | 18 | 8  | 11 | 63 | 51 | +12 | 37 (62) | Шеснаестина финала   |
| 2018/19. | 1    | Суперлига Србије  | 2.       | 37 | 25 | 10 | 2  | 71 | 30 | +41 | 48 (85) | Полуфинале           |
| 2019/20. | 1    | Суперлига Србије  | 5.       | 30 | 16 | 4  | 10 | 51 | 37 | +14 | 52      | Четвртфинале         |
| 2020/21. | 1    | Суперлига Србије  | 13.      | 38 | 13 | 10 | 15 | 37 | 39 | -2  | 49      | Осмина финала        |
| 2021/22. | 1    | Суперлига Србије  | 4.       | 37 | 12 | 15 | 10 | 40 | 39 | +1  | 51      | Осмина финала        |
| 2022/23. | 1    | Суперлига Србије  | 14.      | 37 | 9  | 8  | 20 | 37 | 61 | -24 | 35      | Четвртфинале         |
| 2023/24. | 1    | Суперлига Србије  | 12.      | 37 | 11 | 8  | 18 | 40 | 48 | -8  | 41      | Осмина финала        |
| 2024/25. | 1    | Суперлига Србије  | 13.      | 37 | 11 | 10 | 16 | 50 | 67 | -17 | 43      | Четвртфинале         |

## ФК Раднички Ниш у европским такмичењима

### Збирни европски резултати
Стање на дан 18. јул 2019.
| Такмичење                  | Ут. | Поб. | Нер. | Пор. | ГД | ГП |
| -------------------------- | --- | ---- | ---- | ---- | -- | -- |
| Куп шампиона               | 0   | 0    | 0    | 0    | 0  | 0  |
| Куп победника купова       | 0   | 0    | 0    | 0    | 0  | 0  |
| Куп УЕФА / Лига Европе     | 28  | 13   | 5    | 10   | 43 | 39 |
| I Укупно УЕФА такмичења    | 28  | 13   | 5    | 10   | 43 | 39 |
| Интертото куп              | 12  | 4    | 2    | 6    | 24 | 25 |
| Митропа куп                | 2   | 1    | 0    | 1    | 2  | 4  |
| Балкански куп              | 13  | 6    | 3    | 4    | 17 | 13 |
| Куп сајамских градова      | 0   | 0    | 0    | 0    | 0  | 0  |
| II Укупно остала такмичења | 27  | 11   | 5    | 11   | 43 | 42 |
| Укупно I + II              | 55  | 24   | 10   | 21   | 86 | 81 |

## Тренутни састав
Од 18. августа 2024.
| Бр. |              | Позиција | Играч                |
| --- | ------------ | -------- | -------------------- |
| 1   | Србија       | Г        | Димитрије Стевановић |
| 3   | Камерун      | О        | Базил Јамкам         |
| 5   | Камерун      | О        | Тјери Етонгу         |
| 6   | Јужна Кореја | С        | Ђин Хо Ђо            |
| 7   | Србија       | Н        | Радивој Босић        |
| 8   | Србија       | Н        | Немања Белаковић     |
| 9   | Јамајка      | Н        | Триванте Стјуарт     |
| 11  | Гана         | Н        | Ибрахим Танко        |
| 12  | Бугарска     | С        | Илија Јуруков        |
| 15  | Србија       | О        | Душан Павловић       |
| 16  | Србија       | Н        | Ђуро Зец             |
| 17  | Гана         | С        | Идрис Разак Фусеини  |
| 18  | Србија       | Н        | Павле Ивеља          |
| 20  | Швајцарска   | О        | Филип Фреи           |

| Бр. |                     | Позиција | Играч               |
| --- | ------------------- | -------- | ------------------- |
| 21  | Србија              | Н        | Вања Илић           |
| 23  | Босна и Херцеговина | О        | Александар Војновић |
| 24  | Србија              | О        | Андреја Стојановић  |
| 33  | Србија              | О        | Марко Петковић      |
| 36  | Србија              | С        | Михајло Терзић      |
| 45  | Србија              | С        | Јован Нишић         |
| 70  | Србија              | С        | Стефан Николић      |
| 77  | Босна и Херцеговина | С        | Милорад Стајић      |
| 80  | Србија              | С        | Стефан Лазовић      |
| 88  | Србија              | Н        | Матеја Пантић       |
| 94  | Србија              | Г        | Дејан Станивуковић  |
| 98  | Србија              | Г        | Страхиња Манојловић |
| 99  | Србија              | С        | Денис Стојковић     |

### Повучени бројеви
10 – Иван Крстић Бели (посмртно)
Након смрти Ивана Крстића Белог, изазване ударом грома на тренингу Радничког, 29. маја 2000. године, из употребе је повучен дрес са бројем 10. Остављена је могућност да његов син у будућности понесе тај број у сениорском погону клуба. Иван Крстић млађи прикључен је првом тиму Радничког лета 2019. године, али је касније прешао у Цар Константин.

## Познати играчи
| - Немања Радоњић - Стеван Андрејевић - Јован Анђелковић - Слободан Антић - Стеван Балов - Зоран Банковић - Санид Бегановић - Драгиша Бинић - Зоран Бојовић - Витомир Димитријевић - Илија Димоски - Милан Доведан - Милош Дризић - Бранислав Ђорђевић - Ненад Цветковић - Зоран Чолаковић - Стојан Гавриловић - Синиша Гогић - Слободан Халиловић - Драган Холцер | - Ненад Јакшић - Милорад Јанковић - Милорад Јеремић - Владимир Јоцић - Миодраг Кнежевић - Зоран Миленковић - Борис Милошевић - Зоран Митић - Душан Митошевић - Славољуб Николић - Милован Обрадовић - Стеван Остојић - Дејан Петковић - Александар Панајотовић - Драган Пантелић - Братислав Ринчић - Раде Радисављевић - Драган Радосављевић - Љубиша Рајковић - Мирослав Симоновић | - Живорад Станковић Кенда - Витомир Совровић - Борислав Стевановић - Александар Кузмановић - Срђан Младеновић Бимба - Горан Стојиљковић - Миодраг Стојиљковић - Драган Стојковић - Јосип Вишњић - Мирослав Војиновић - Александар Живковић - Иван Крстић - Александар С. Јовановић - Јово Мишељић - Благоја Китановски - Благоја Кулески - Милан Борјан - Антон Земљанухин - Спира Грујић |

## Тренери
Списак тренера првог тима Радничког:
| - Никола Дринчић (јун 2024 — ) - Дејан Јоксимовић (март 2024 — мај 2024) - Никола Трајковић (децембар 2023 — март 2024) - Славољуб Ђорђевић (новембар 2023 — децембар 2023) - Никола Трајковић (јун 2023 — новембар 2023) - Драган Шарац (март 2023 — јун) - Ненад Лалатовић (септембар 2022 — март 2023) - Саша Мркић (август 2022 — септембар 2022) - Томислав Сивић (јун 2022 — август 2022) - Радослав Батак (септембар 2021 — јун 2022) - Радомир Коковић (септембар 2021) - Александар Станковић (јун 2021—август 2021) - Ненад Лалатовић (јун 2021) - Александар Станковић (април 2021—јун 2021) - Владимир Гаћиновић (новембар 2020 - април 2021) - Милан Ђуричић (октобар 2020 - новембар 2020) - Радослав Батак (фебруар 2020 - октобар 2020) - Милорад Косановић (август 2019 - фебруар 2020) - Симо Крунић (јун 2019 - август 2019) - Ненад Лалатовић (јун 2018 - јун 2019) - Драган Антић (март 2018 - мај 2018) - Бобан Дмитровић (јануар 2018 - март 2018) - Иван Јевић (септембар 2017 - децембар 2017) - Петер Пакулт (јун 2017 - септембар 2017) - Милан Раставац (јануар 2015 - јун 2017) - Саша Мркић (септембар 2014 - децембар 2014) - Драгослав Степановић (јул 2014 - септембар 2014) - Милан Милановић (март 2014 - јун 2014) - Драгољуб Беквалац (јун 2013 - март 2014) - Саша Мркић (фебруар 2013 - мај 2013) - Александар Илић (2012 - 2013) - Александар Кузмановић (2011—2012) - Владимир Јоцић (2006 - 2012) - Томислав Манојловић (2002) - Зоран Чолаковић (1999 - 2000) - Борис Буњак (1999) - Радмило Иванчевић (1999) - Илија Димоски (1998 - 1999) - Божидар Антић (1998) | - Миодраг Јешић (1998) - Владислав Николић (1997 - 1998) - Миодраг Стојиљковић (1997) - Миле Томић (1997) - Миодраг Стефановић (1997) - Слободан Халиловић (1996 - 1997) - Јосип Дуванчић (1994 - 1996) - Миодраг Стефановић (1994) - Владимир Милосављевић (1994) - Зоран Банковић (1993 - 1994) - Милорад Јанковић (1993) - Милован Ђорић (1993) - Љуборад Стевановић (1993) - Владислав Николић (1992 - 1993) - Ненад Цветковић (1992) - Слободан Халиловић (1990 - 1992) - Драган Пантелић (1989 - 1990) - Слободан Халиловић (1988 - 1989) - Милан Живадиновић (1987 - 1988) - Зоран Чолаковић (1986 - 1987) - Јосип Дуванчић (1985 - 1986) - Милорад Јанковић (1985) - Душан Ненковић (1985) - Мирослав Глишовић (1984) - Илија Димоски (1982 - 1983) - Душан Ненковић (1979 - 1982) - Јосип Дуванчић (1977 - 1979) - Мирослав Глишовић (1976 - 1977) - Ђорђе Кучунковић (1974 - 1976) - Мирослав Глишовић (1972 - 1974) - Душан Варагић (1971 - 1972) - Славко Виденовић (1970 - 1971) - Мирослав Глишовић (1968 - 1969) - Ратомир Чабрић (1967 - 1968) - Мирослав Глишовић (1966 - 1967) - Драгољуб Милошевић (1965 - 1966) - Душан Ненковић (1964 - 1965) - Абдулах Гегић (1963 - 1964) - Мирослав Глишовић (1962 - 1963) |